# キッド・カディ
キッド・カディ（英: Kid Cudi, 本名: スコット・ラモーン・セグロ・メスカディ、1984年1月30日 - ）は、アメリカ合衆国オハイオ州クリーブランド出身のラッパー、歌手、ソングライター、音楽プロデューサー、俳優。
2008年にカニエ・ウェストが主催するレーベル GOOD Music と契約。ヒップホップにエレクトロニカ・サウンドを融合させた新しいスタイルで話題となる。2009年のデビューシングル「Day 'n' Nite」は、米 Billboard Hot 100 で最高3位のヒットを記録した。その後も数々の作品を発表し、2020年にはトラヴィス・スコットとの楽曲「The Scotts」が全米1位を記録している。
また、2010年からは本名のスコット・メスカディ名義で俳優としての活動を始め、映画やテレビシリーズなどに頻繁に出演している。

## 略歴

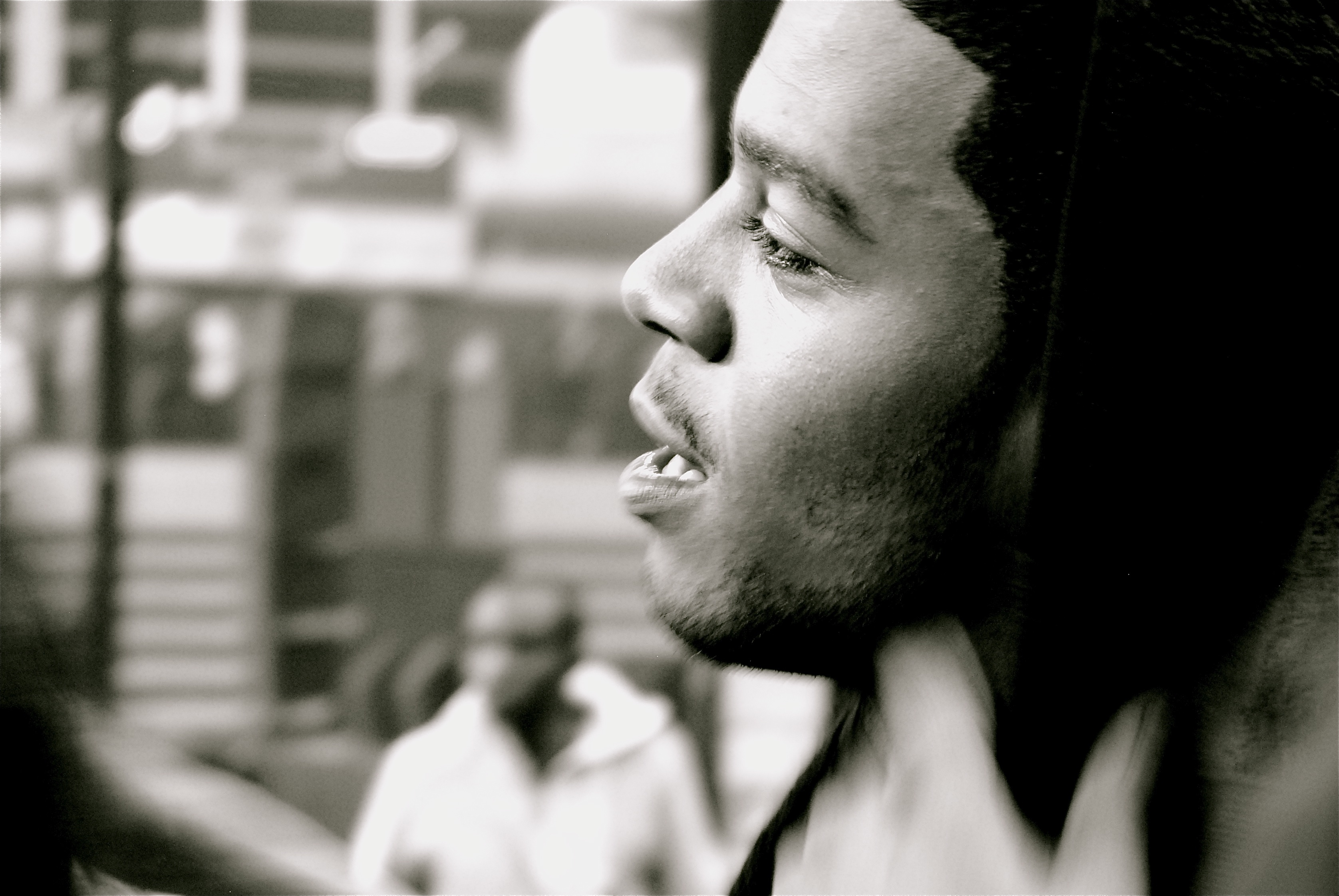
Kid Cudi（2009年）

学生時代からラップ活動を行っていたキッド・カディは、20歳になると共にニューヨークへ移住し、本格的にプロを目指すようになった。その後、自身初となるミックステープ『A Kid Named Cudi』がカニエ・ウェストの注目を引き、彼の主催する GOOD Music と契約を結ぶ事になった。
2009年、デビューシングル「Day 'n' Nite」が米 Billboard Hot 100 で最高3位のヒットを記録する。8月25日、デビューアルバム『Man on the Moon: The End of Day』をリリース。全米アルバムチャートにて初登場4位を記録。
2010年11月9日、2ndアルバム『Man on the Moon II: The Legend of Mr. Rager』をリリース。全米アルバムチャートにて初登場3位を記録。
2013年4月16日、3rdアルバム『Indicud』をリリース。

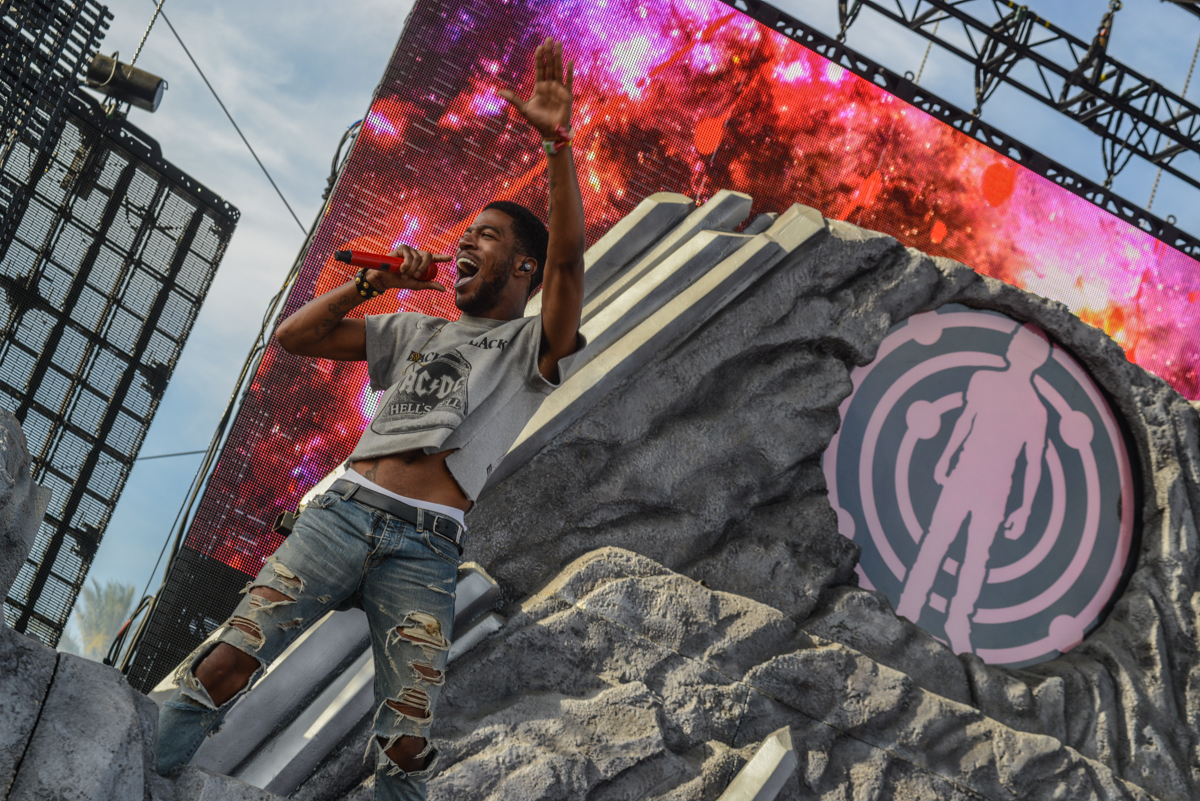
コーチェラ・フェスティバルでのパフォーマンス（2014年）

2014年2月25日、4thアルバム『Satellite Flight: The Journey to Mother Moon』をリリース。
2015年12月4日、5thアルバム『Speedin' Bullet 2 Heaven』をリリース。
2016年12月16日、6thアルバム『Passion, Pain & Demon Slayin'』をリリース。
2018年6月8日、カニエ・ウェストとのコラボレーティヴ・アルバム『Kids See Ghosts』をリリース。
2020年4月24日、トラヴィス・スコットとの楽曲「The Scotts」をリリースし全米1位を記録した。12月11日、7thアルバム『Man on the Moon III: The Chosen』をリリースする。

## ディスコグラフィ
スタジオ・アルバム
- Man on the Moon: The End of Day (2009年)
- Man on the Moon II: The Legend of Mr. Rager (2010年)
- Indicud (2013年)
- Satellite Flight: The Journey to Mother Moon (2014年)
- Speedin' Bullet 2 Heaven (2015年)
- Passion, Pain & Demon Slayin' (2016年)
- Man on the Moon III: The Chosen (2020年)

コラボレーティヴ・アルバム
- WZRD (with Dot da Genius) (2012年)
- Kids See Ghosts (with Kanye West) (2018年)

## フィルモグラフィ
- 僕が教えるアメリカ成功術 How to Make It in America (2010-2011) テレビシリーズ・メインキャスト
- 世界の終り Goodbye World (2013)
- ニード・フォー・スピード Need for Speed (2014)
- ミッシング・サン Meadowland (2015)
- ロキシー Vincent N Roxxy (2017)
- ジェクシー! スマホを変えただけなのに Jexi (2019)
- ウエストワールド Westworld (2020) テレビシリーズ・3エピソード
- ビルとテッドの時空旅行 音楽で世界を救え! Bill & Ted Face the Music (2020)
- We Are Who We Are (2020) テレビシリーズ・メインキャスト
- X エックス X (2022)
- トラップ Trap (2024)